# Почобут (лунный кратер)
Почобут (лат. Poczobutt) —  большой древний ударный кратер в северном полушарии обратной стороны Луны. Название присвоено в честь белорусского и литовского астронома, математика Мартина Почобут-Одляницкого (1728—1810) и утверждено Международным астрономическим союзом в 1979 г. Образование кратера относится к донектарскому периоду.

## Описание кратера

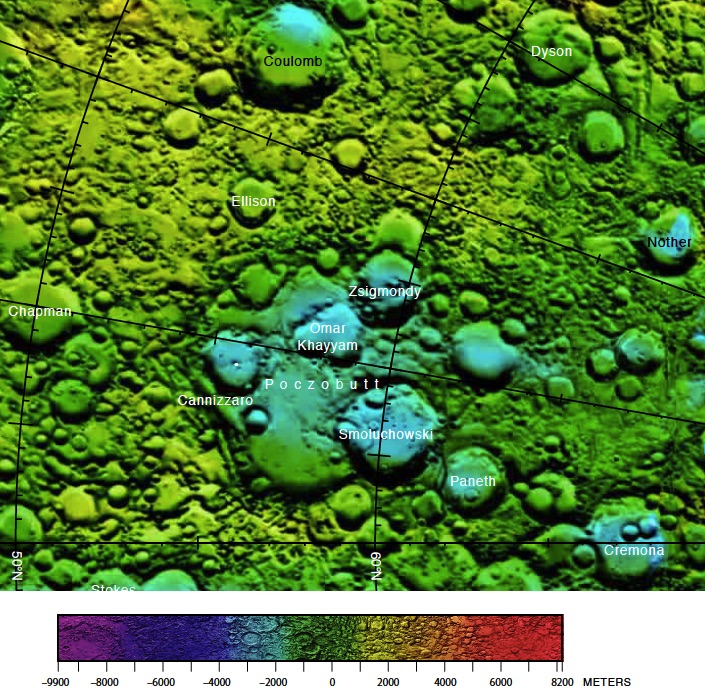
Окрестности кратера Почобут. Фрагмент карты обратной стороны Луны (север справа).

Северо-западная часть чаши кратера Почобут занята кратером Омар Хайям, северная часть вала кратера перекрыта кратером Смолуховский, в юго-западной части чаши расположен кратер Канницаро. Другими ближайшими соседями кратера являются кратер Зигмонди на северо-западе; кратер Панет на севере; кратер Ксенофан на востоке; кратеры Реньо и Вольта на востоке-юго-востоке; кратер Чепмен на юге и кратер Эллисон на западе-юго-западе. Селенографические координаты центра кратера 57°16′ с. ш. 99°14′ з. д. / 57,27° с. ш. 99,23° з. д., диаметр 212 км, глубина 3120 м.
Кратер значительно разрушен за длительное время своего существования. Вал значительно сглажен и перекрыт множеством кратеров, фактически превратившись в кольцо одиночных пиков и хребтов. Лучше всего сохранилась восточная часть вала, юго-восточная часть вал прорезана длиной расщелиной. Дно чаши пересеченное, за исключением большой ровной области в восточной части, отмечено множеством кратеров различного размера.

## Сателлитные кратеры
| Почобут | Координаты                                              | Диаметр, км |
| ------- | ------------------------------------------------------- | ----------- |
| J       | 56°18′ с. ш. 96°54′ з. д. / 56,3° с. ш. 96,9° з. д.     | 23,2        |
| R       | 55°41′ с. ш. 104°08′ з. д. / 55,69° с. ш. 104,14° з. д. | 40,2        |

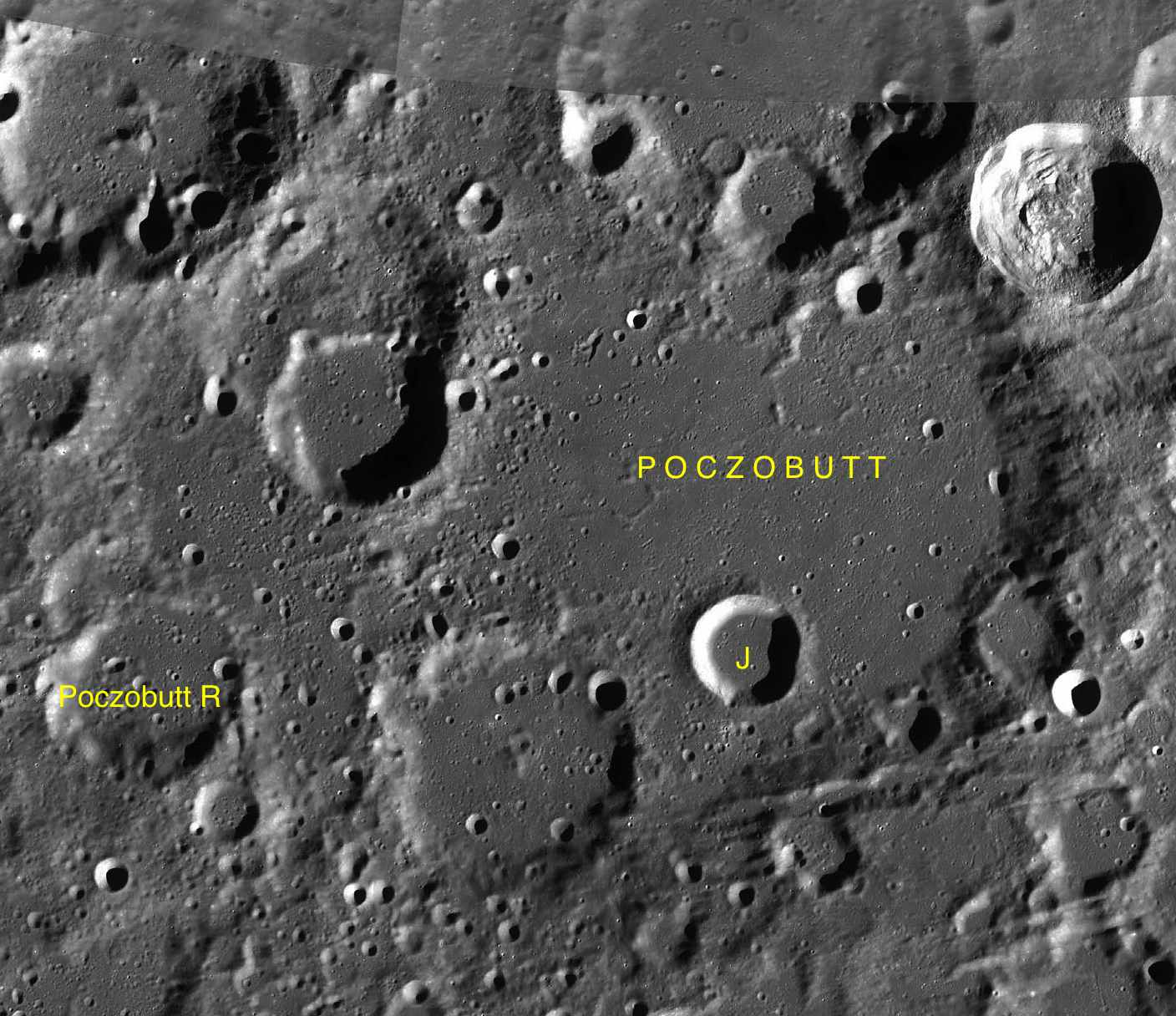
Фрагмент карты LAC-21.

- Сателлитный кратер Почобут J в отличие от других кратеров в окружении имеет вал с четко очерченной кромкой и внутренний склон с высоким альбедо.